# Hoceni
Hoceni è un comune della Romania di 3 068 abitanti, ubicato nel distretto di Vaslui, nella regione storica della Moldavia. 
Il comune è formato dall'unione di 7 villaggi: Barboși, Deleni, Hoceni, Oțeleni, Rediu, Șișcani, Tomșa.